# Independence (Minnesota)
Independence é uma cidade localizada no estado americano do Minnesota, no Condado de Hennepin.

## Demografia
Segundo o censo americano de 2000, a sua população era de 3236 habitantes.
Em 2006, foi estimada uma população de 3561, um aumento de 325 (10.0%).

## Geografia
De acordo com o United States Census Bureau tem uma área de 89,6 km², dos quais 84,4 km² cobertos por terra e 5,2 km² cobertos por água.

## Localidades na vizinhança
O diagrama seguinte representa as localidades num raio de 12 km ao redor de Independence.